# Bishop's Cove
Bishop's Cove är en ort i Kanada.   Den ligger i provinsen Newfoundland och Labrador, i den östra delen av landet, 1 700 km öster om huvudstaden Ottawa. Antalet invånare är 329.
Terrängen runt Bishop's Cove är platt. Havet är nära Bishop's Cove åt sydost. Närmaste större samhälle är Bay Roberts, 4,5 km sydväst om Bishop's Cove. 